# 고이즈미역
고이즈미역(일본어: 小泉駅 こいずみえき[*])은 일본 기후현 다지미시에 위치한 도카이 여객철도 다이타선의 철도역이다. 상대식 승강장 2면 2선의 구조를 갖춘 지상역이다.

## 타는 곳
| 1 | ■ 다이타선 | 하행 | 가니 · 미노오타 방면 |
| 2 | ■ 다이타선 | 상행 | 다지미 방면          |

## 이용 현황
| 연도     | 이용 현황 | 연도     | 이용 현황 |
| 1998년도 | 1,599     | 2006년도 | 1,363     |
| 1999년도 | 1,539     | 2007년도 | 1,324     |
| 2000년도 | 1,540     | 2008년도 | 1,335     |
| 2001년도 | 1,423     | 2009년도 | 1,245     |
| 2002년도 | 1,337     | 2010년도 | 1,268     |
| 2003년도 | 1,344     | 2011년도 | 1,253     |
| 2004년도 | 1,366     | 2012년도 | 1,262     |
| 2005년도 | 1,376     | 2013년도 | 1,250     |
| -------- | --------- | -------- | --------- |

## 역 주변
- 다지미 시청 고이즈미 사무소
- 국도 제248호선
- 주오 자동차도 다지미 나들목

## 인접 역
| 도카이 여객철도 다이타선 | 도카이 여객철도 다이타선 | 도카이 여객철도 다이타선 |
| ------------------------ | ------------------------ | ------------------------ |
| 다지미 다지미 방면       | ■ 다이타선               | 네모토 미노오타 방면     |